# さぬき市立寒川小学校
さぬき市立寒川小学校（さぬきしりつ さんがわしょうがっこう）は、香川県さぬき市寒川町石田西にある公立小学校。

## 沿革
- 2019年（平成31年）
  - 4月1日 - 神前小学校と石田小学校を統合し、本校開校。なお、校舎は、旧天王中学校の跡地を利用した。
  - 4月8日 - 開校式挙行。
- 2020年（令和2年）
  - 3月18日 - 第1回卒業証書授与式挙行。
  - 3月24日 - 最初の修了式と離任式挙行。

## 通学区域
- 寒川町石田東・寒川町石田西・寒川町神前[1]

## 進学先中学校
- さぬき市立さぬき南中学校 - 主な進学先

## 交通アクセス
- さぬき市コミュニティバス「志度～寒川～津田」線で、「天王中学校前」バス停下車後、徒歩約450m・約7分。
- 琴電志度線琴電志度駅から、上述のコミュニティバスで、「天王中学校前」バス停まで29分（さぬき市民病院での待合時間含む・津田行始発便除く）、下車後徒歩。
- JR高徳線
  - 志度駅から、上述のコミュニティバスで、「天王中学校前」バス停まで19分（津田行始発便）から28分（津田行始発便以外・いずれも、さぬき市民病院での待合時間含む）、下車後徒歩。
  - 讃岐津田駅から、上述のコミュニティバスで、「天王中学校前」バスまで15分、下車後徒歩。
- さぬき市役所から、上述のコミュニティバスで、「天王中学校前」バス停まで、30分（津田行始発便除く・さぬき市民病院での待合時間含む）、下車後徒歩。

## 周辺
- 香川県立石田高等学校
- さぬき市民病院
- 天王自治会館
- 石田郵便局
- 藤井学園寒川高等学校
- 地蔵川

## 通学区域が隣接している学校
- さぬき市立長尾小学校
- さぬき市立造田小学校
- さぬき市立志度小学校
- さぬき市立さぬき北小学校
- さぬき市立津田小学校
- さぬき市立さぬき南小学校
- 東かがわ市立白鳥小中学校